# Маркелвілл (Індіана)
Маркелвілл (англ. Markleville) — місто (англ. town) в США, в окрузі Медісон штату Індіана. Населення — 484 особи (2020).

## Географія
Маркелвілл розташований за координатами 39°58′35″ пн. ш. 85°37′0″ зх. д. / 39.97639° пн. ш. 85.61667° зх. д. (39.976396, -85.616771).  За даними Бюро перепису населення США в 2010 році місто мало площу 1,46 км², уся площа — суходіл.

## Демографія
Згідно з переписом 2010 року, у місті мешкало 528 осіб у 196 домогосподарствах у складі 142 родин. Густота населення становила 362 особи/км².  Було 210 помешкань (144/км²).
Расовий склад населення:
| - 97,9 % — білих - 0,2 % — чорних або афроамериканців - 0,2 % — азіатів |

До двох чи більше рас належало 1,1 %. Частка іспаномовних становила 0,9 % від усіх жителів.
За віковим діапазоном населення розподілялося таким чином: 28,6 % — особи молодші 18 років, 58,3 % — особи у віці 18—64 років, 13,1 % — особи у віці 65 років та старші. Медіана віку мешканця становила 35,7 року. На 100 осіб жіночої статі у місті припадало 95,6 чоловіків;  на 100 жінок у віці від 18 років та старших — 91,4 чоловіків також старших 18 років.
Середній дохід на одне домашнє господарство  становив 57 787 доларів США (медіана — 46 875), а середній дохід на одну сім'ю — 66 691 долар (медіана — 62 841). Медіана доходів становила 45 568 доларів для чоловіків та 30 625 доларів для жінок. За межею бідності перебувало 8,0 % осіб, у тому числі 2,4 % дітей у віці до 18 років та 1,9 % осіб у віці 65 років та старших.
Цивільне працевлаштоване населення становило 253 особи. Основні галузі зайнятості: освіта, охорона здоров'я та соціальна допомога — 20,2 %, виробництво — 14,2 %, мистецтво, розваги та відпочинок — 13,4 %.